# Surava
Surava (toponimo romancio e in tedesco, in italiano Sorava, desueto) è una frazione di 203 abitanti del comune svizzero di Albula, nella regione Albula (Canton Grigioni).

## Geografia fisica
Surava è situato nella valle dell'Albula, sulla sponda destra. Dista 30 km da Coira, 31 km da Davos e 49 km da Sankt Moritz. Il punto più elevato del territorio è a quota 1 860 m s.l.m., sul confine con Tiefencastel.

## Storia

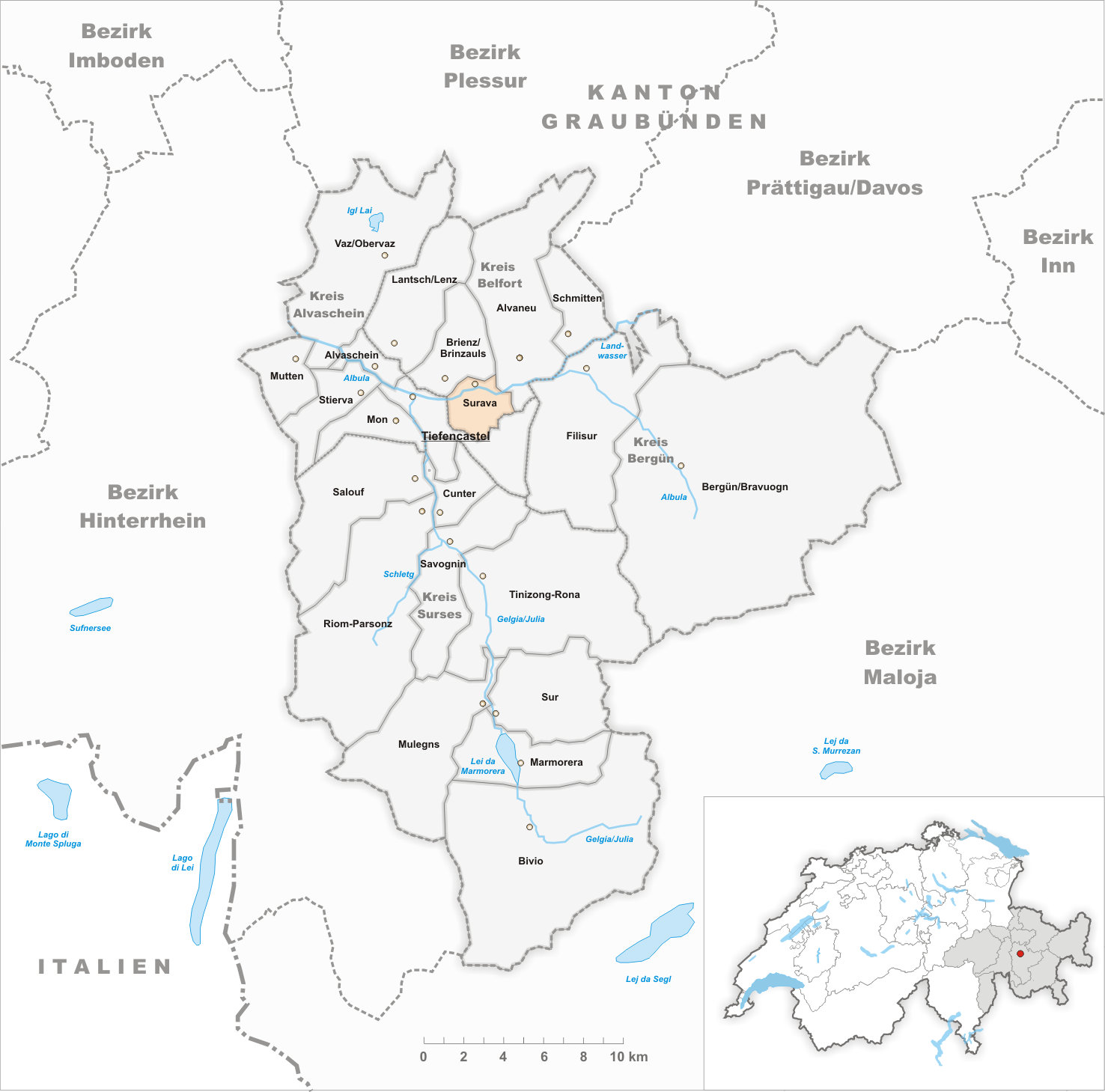
Il territorio del comune di Surava prima degli accorpamenti comunali del 2015

Già comune autonomo che tra il 1869 e il 1883 era stato accorpato al comune di Brinzauls, si estendeva per 6,68 km². Il 1º gennaio 2015 è stato accorpato agli altri comuni soppressi di Alvaneu, Alvaschein, Brinzauls, Mon, Stierva e Tiefencastel per formare il nuovo comune di Albula.

## Monumenti e luoghi d'interesse
- Chiesa cattolica di San Giorgio, attestata dal 1611[1].

## Società

### Evoluzione demografica
L'evoluzione demografica è riportata nella seguente tabella:
Abitanti censiti

### Lingue e dialetti
Il paese ha visto una progressiva regressione del romancio.

## Infrastrutture e trasporti

### Strade
Surava è posta lungo la strada principale 417. L'uscita autostradale più vicina, a 15 km, è quella di Thusis sud, sulla A13/E43.

### Ferrovie

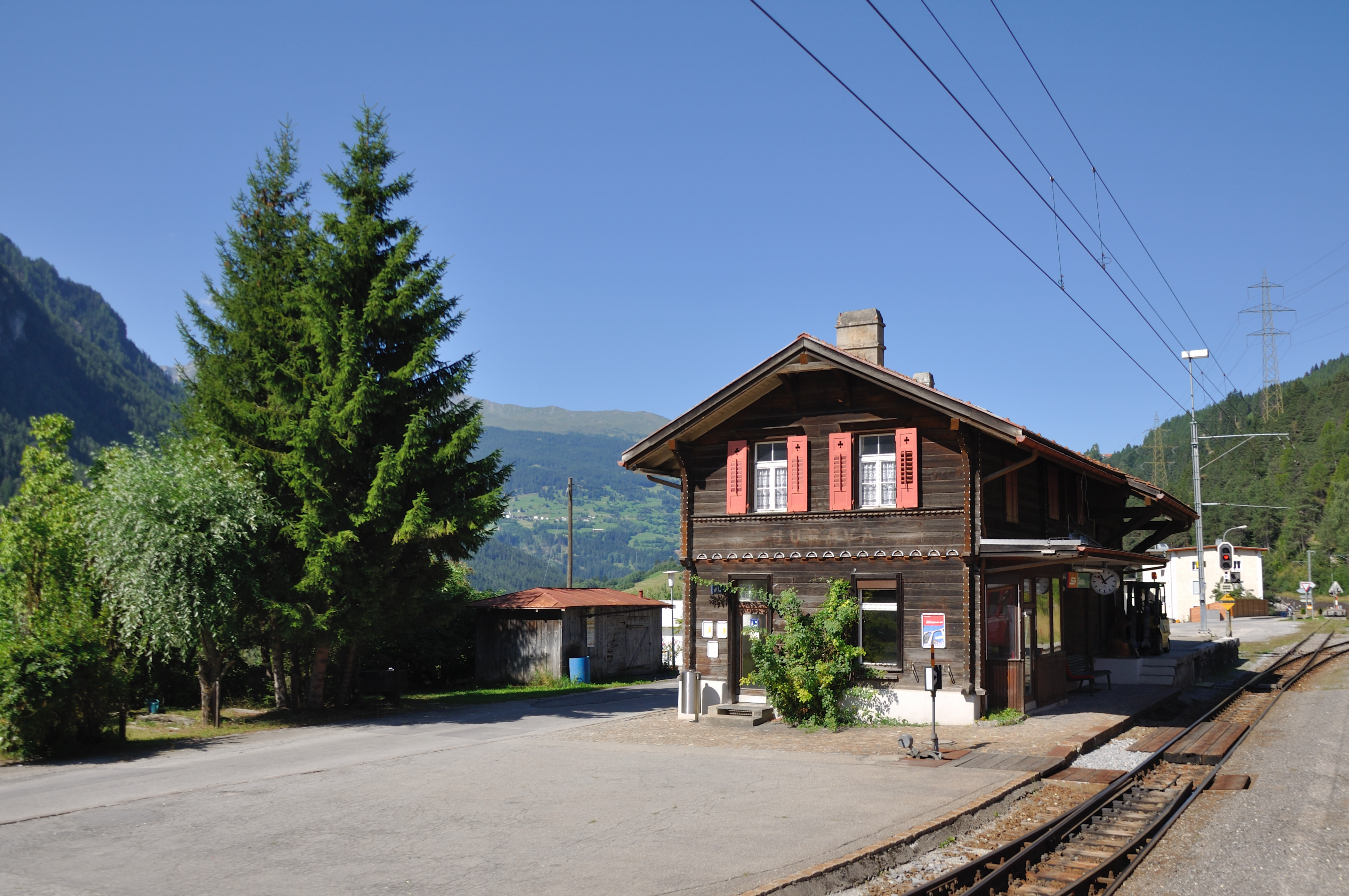
La stazione di Surava

La località è servita dalla stazione di Surava sulla ferrovia dell'Albula.

## Amministrazione
Ogni famiglia originaria del luogo fa parte del comune patriziale che ha la responsabilità della manutenzione di ogni bene comune.